# Wolfram Igor Derntl
Wolfram Igor Derntl (* in Mauthausen) ist ein österreichischer Opernsänger der Stimmlage Tenor.

## Leben und Werk
Derntl schloss sein Gesangsstudium am Goetheanistischen Konservatorium in Wien mit Auszeichnung ab. Er wurde 2004 in den Chor der Wiener Staatsoper engagiert und übernahm in der Folge auch administrative Tätigkeiten für den Staatsopernchor. Er ist seitdem auch Mitglied der Wiener Hofmusikkapelle. 
Solistische Engagements führten ihn unter anderem an die Wiener Volksoper, die Wiener Kammeroper, das Stadttheater St. Pölten, nach Klosterneuburg, Schwetzingen und  ans Wiener Burgtheater. Zu seinem Repertoire zählen der Tamino in der Zauberflöte, Basilio und Don Curzio in Le nozze di Figaro, der Pedrillo in Die Entführung aus dem Serail, der Barinkay im Zigeunerbaron, der Symon im Bettelstudenten, der Adam im Vogelhändler und der Alfred in der Fledermaus. 
Seit 2009 ist er im Haus am Ring mit einem Solovertrag engagiert und sang seither ein breites Spektrum kleinerer Rollen, wie den Spoletta in der Tosca, den Schäfer in Daphne, den Tobby Higgins in Aufstieg und Fall der Stadt Mahagonny, den Abdallo in Nabucco, den Ersten Juden Salome (und den Vierten Jude beim Japan-Gastspiel der Staatsoper), den Postillion in La fanciulla del West, den Bauer in La fille du régiment, den Haushofmeister der Feldmarschallin im Rosenkavalier, sowie den Notar in der 2015er Neuinszenierung des Don Pasquale.